# 勞倫斯縣 (阿肯色州)
勞倫斯县（英語：Lawrence County）是美國阿肯色州東北部的一個縣。面積1,534平方公里。根據美國2000年人口普查，共有人口17,774人。縣治沃爾納特里奇（Walnut Ridge）。
成立於1815年1月15日。縣名紀念1812年戰爭中戰死的海軍軍官詹姆斯·羅倫斯。本縣為一禁酒的縣。